# Ivo Andrić
Œuvres principales
Le Pont sur la Drina

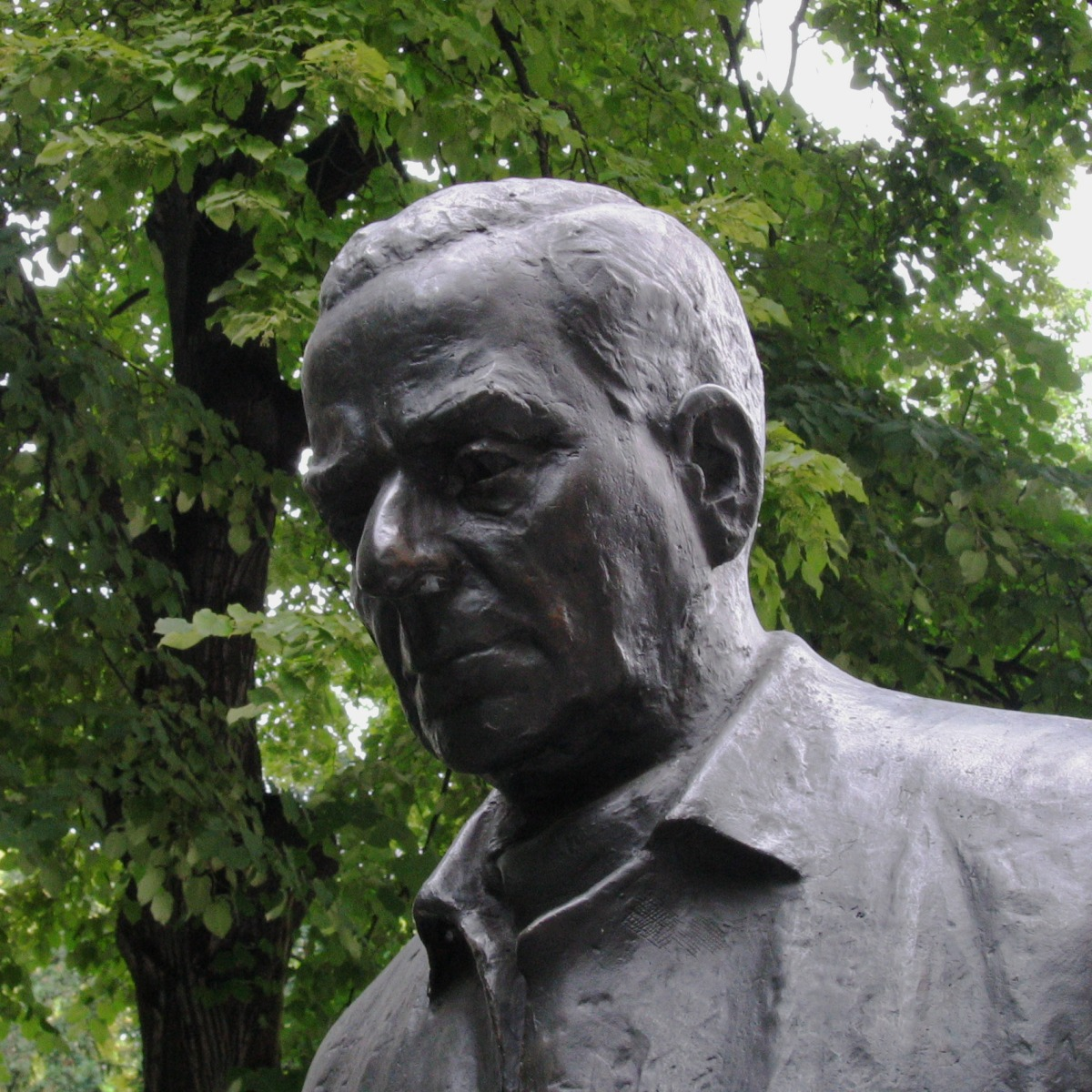
Statue d'Ivo Andrić à Belgrade.

Ivo Andrić est un écrivain né le 9 octobre 1892 dans le village de Dolac, alors administré par l'Autriche-Hongrie (aujourd'hui en Bosnie-Herzégovine), et mort le 13 mars 1975 à Belgrade. Il est l'auteur de la littérature serbo-croate le plus connu et le plus traduit (40 langues), avec des récits ayant pour cadre la Bosnie ottomane. 
Diplomate avant la Seconde guerre mondiale, il se consacre à la littérature dès 1945. Né en Bosnie dans une famille croate, il acquiert la nationalité et l'identité serbe, après la guerre et s'installe définitivement à Belgrade. Il a été un certain temps président de l'Union des écrivains yougoslaves. 
Ivo Andrić est lauréat du prix Nobel de littérature en 1961, et a été membre de l'Académie serbe des sciences et des arts. Il a reçu le titre de docteur honoris causa de l'université Jagellonne de Cracovie en 1964. À sa mort, il lègue son œuvre à l'Académie serbe des sciences et des arts.

## Biographie

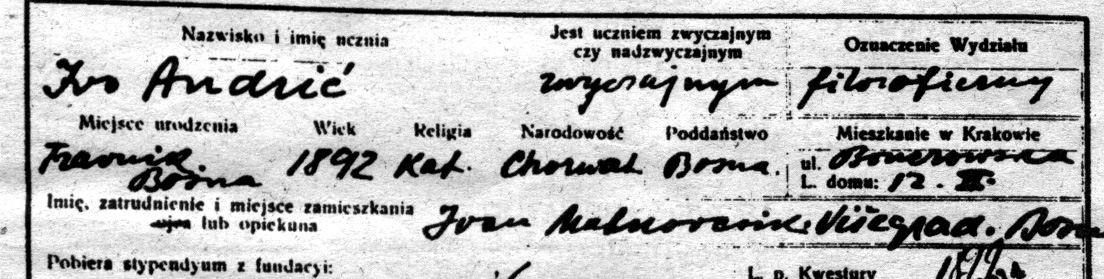
La mention sur Ivo Andrić des études à l'Université Jagellonne à Cracovie avant 1945. À l'époque, il se déclarait encore de nationalité croate.

Ivo Andrić naît en 1892. Son père, Antun Andrić et sa mère Katarina (née Pejić) quittent très vite sa ville de naissance de Travnik. Quand il a deux ans, son père meurt de la tuberculose. Sa mère l'emmène chez sa tante paternelle Ana Matkovščik et son mari Ivan dans la ville de Višegrad, dont plus tard il rend célèbre le pont. C'est là qu'il grandit. 
En 1903, il entre au lycée de Sarajevo et commence à écrire des poèmes à partir de 1911 pour des revues bosniaques. En octobre 1912, ayant obtenu une bourse de l'Association culturelle croate Napredak, il part en Croatie et s'inscrit à l'université de Zagreb. Il est influencé par les œuvres de l'écrivain croate Antun Gustav Matoš. En 1913, il part à Vienne où il étudie l'Histoire, la philosophie et la littérature. 
En juin 1914, il est fait prisonnier par la police austro-hongroise, après l'attentat de Sarajevo en raison de son appartenance à l'organisation terroriste de la Main noire qui a préparé l'assassinat de l'archiduc; il est libéré en mars 1915. Membre du mouvement révolutionnaire Jeune Bosnie, il milite pour le rattachement de la Bosnie à la Serbie.
En 1918 à Belgrade, il devient éditeur et adhère au milieu littéraire de Belgrade, la capitale de la première Yougoslavie, où il fréquente des personnalités comme Miloš Crnjanski et Miličić. Ils se réunissent régulièrement à l'hôtel Moskva. Mais très vite, il se fait remarquer par le gouvernement de Belgrade, qui a une totale confiance en lui, de par son passé de militant dans Jeune Bosnie, ainsi qu'en ses compétences intellectuelles. Il débute alors une carrière de diplomate dans plusieurs capitales européennes, où il défend avec une grande efficacité les intérêts du royaume de Yougoslavie, avec un sommet entre 1939 et 1941, lorsqu'il est nommé ministre plénipotentiaire de la diplomatie à Berlin.
Quand la guerre éclate, et que les Allemands bombardent Belgrade le 6 avril 1941, il refuse de gagner la Suisse, mais rentre à Belgrade où il vit chez son ami Brane Milenković. Dans une petite chambre, il écrit ses deux plus célèbres romans, La Chronique de Travnik, puis Il est un pont sur la Drina.

## Œuvre
Liste non exhaustive
- 1918 : Ex ponto
- 1920 : Nemiri Publié en français sous le titre Inquiétudes (réunit les traductions par Ljiljana Huibner-Fuzellier et Raymond Fuzellier de Ex ponto, Nemiri et Lirika), traduits par Ljiljana Huibner-Fuzellier et Raymond Fuzellier, Boulogne, Éditions du Griot, coll. « Lettres d'ailleurs », 1993  (ISBN 2-907217-45-3)
- 1920 : Put Alije Ɖerzeleza
- 1924 : Die Entwicklung des geistigen Lebens in Bosnien unter der Einwirkung der türkischen Herrschaft (thèse)
- 1925 : Most na Žepi, recueil de nouvelles
- 1926 : Mara milosnica Publié en français sous le titre Mara la courtisane et autres nouvelles, traduit par Pascale Delpech, Paris, Belfond, coll. « Littérature étrangère », 1999  (ISBN 2-7144-3557-2)
- 1931 : Anikina vremena Publié en français sous le titre Au temps d'Anika, recueil de nouvelles traduit par Anne Yélen, Lausanne, Éditions l'Âge d'Homme, coll. « Classiques slaves », 1979 ; réédition dans un volume contenant aussi La Soif, Paris, UGE, coll. « 10/18. Domaine étranger » no 1566, 1983  (ISBN 978-2-264-00535-9)
- 1935 : Deca Littéralement : Les enfants - recueil de nouvelles publié en français de façon partielle sous le titre Innocence et Châtiment, traduit par Alain Cappon, Bruxelles / Paris, Éditions Complexe, coll. « L'heure furtive », 2002  (ISBN 2-87027-894-2)
- 1942 : Travnička kronika Publié en français sous le titre La Chronique de Travnik, roman traduit par Michel Glouchevitch, Paris, Club Bibliophile de France, 1956 ; réédition, Paris, Plon, coll. « Feux croisés », 1962 ; nouvelle traduction de Pascale Delpech, Paris, éditions Belfond, 1996,  (ISBN 978-2-714-43345-9) ; réédition, éditions Le Serpent à Plumes, coll. « Motifs » no 170, 2005  (ISBN 2-84261-417-8)
- 1945 : Na Drini ćuprija Publié en français sous le titre Il est un pont sur la Drina : Chronique de Vichégrad, traduit par Georges Luciani, Paris, Plon, coll. « Feux croisés », 1961 ; nouvelle traduction de Pascale Delpech sous le titre Le Pont sur la Drina, traduit par Pascale Delpech, Paris, Belfond, 1999 ; réédition, Paris, LGF, coll. « Le Livre de poche » no 14110, 1997  (ISBN 2-253-14110-0) ; réédition, Paris, LGF, coll. « Le Livre de poche. Biblio » no 3321, 1999  (ISBN 2-253-93321-X)
- 1945 : Gospođica Publié en français sous le titre La Demoiselle, roman traduit par Pascale Delpech, Paris, Robert Laffont, coll. « Pavillons. Domaine de l'est », 1987  (ISBN 2-221-04855-5)
- 1948 : Priča o vezirovom slonu Publié en français sous le titre L'Éléphant du vizir : récits de Bosnie et d'ailleurs, traduit par Janine Matillon, Paris, Publications orientalistes de France / Association Langues et civilisations / Unesco, coll. « D'étranges pays », 1977  (ISBN 2-7169-0078-7) ; réédition, Paris, Le Serpent è Plume, coll. « Motifs » no 144, 2002  (ISBN 2-84261-315-5)
- 1954 : Prokleta avlija Publié en français sous le titre La Cour maudite, traduit par Georges Luciani, Paris, Stock, 1962 ; réédition, Paris, Presses du Compagnonnage, coll. « Collection des prix Nobel de littérature », 1965 ; nouvelle traduction de Yasna Šamić et Bochko Givadinovitch, Lausanne, L'Âge d'Homme, coll. « Classiques slaves », 1990 ; nouvelle traduction sous le même titre de Pascale Delpech, Paris, Éditions Noir sur Blanc, coll. « La bibliothèque de Dimitri », 2025  (ISBN 978-2-889-83093-0)
- 1960 : Lica Publié en français sous le titre Visages, traduit par Ljijana Huibner-Fuzellier et Raymonnd Fuzellier, Paris, Éditions Phébus, coll. « D'aujourd'hui. Étranger », 2006  (ISBN 2-7529-0147-X)
- 1963 : Žeđ Publié en français sous le titre La Soif, et autres nouvelles, traduit par Jean Descat, Lausanne, L'Âge d'Homme, 1980
- 1963 : Jelena, žena koje nema, roman
- 1976 : Kuća na osami Publié en français sous le titre Contes de la solitude, traduit par Sylvie Skakic-Begic ; préf. de Predrag Matvejevitch ; Paris, L'Esprit des péninsules, coll. « Balkaniques », 2001  (ISBN 2-84636-015-4) ; réédition, Paris, LGF, coll. « Le Livre de poche. Biblio » no 3425, 2006  (ISBN 978-2-253-00188-1)
- 1977 : Omer paša Latas, publication posthume  Publié en français sous le titre Omer pacha Latas, traduit par Jean Descat, Paris, Le Serpent à Plumes, coll. « Motifs » no 90, 1999  (ISBN 2-84261-147-0)
- 1980 : Znakovi pored puta, publication posthume Publié en français sous le titre Signes au bord du chemin, traduit par Harita Wybrands, Lausanne, L'Âge d'Homme, coll. « Classiques slaves », 1997  (ISBN 2-8251-0653-4)
- Razvoj duhovnog života u Bosni pod uticajem turske vladavine (thèse de doctorat)
- Priče o ženi samoj sebi neznanoj
- Nemir od vijeka
- Nemirna godina
- Trois contes (Le Pont sur la Jépa, Les Hommes de Veletovo, Drame à Olouiak), traduit par Georges Luciani, Bordeaux, Mollat, 1962 (BNF 32903709)
- Titanic et autres contes juifs de Bosnie, traduit par Jean Descat, Paris : P. Belfond, 1987, réédition, Paris, Le Serpent à plumes, coll. « Motifs » no 127, 2001  (ISBN 2-84261-259-0)
- Contes au fil du temps, traduit par Jean Descat, Monaco / Paris, Le Serpent à plumes, coll. « Fiction étrangère », 2005  (ISBN 2-282-61496-8)
- La Naissance du fascisme, (recueil d'articles publié entre 1921 et 1926), traduit par Alain Cappon, Paris, Éditions Non lieu, 2012  (ISBN 978-2-35270-130-9)

## Hommage
Ivo Andrić a reçu le prix Nobel de littérature en 1961. 
Le réalisateur Emir Kusturica, avec le soutien du président de la république serbe de Bosnie, Milorad Dodik, comptait adapter au cinéma Le Pont sur la Drina, et pour cela il souhaitait reconstruire à l'identique une partie de la ville décrite par Andrić dans son livre. « Andrićgrad (en) » serait construite près de l'actuelle ville de Višegrad et devait être terminée en 2014 .